# 毛蓝侧金盏花
毛蓝侧金盏花（学名：Adonis coerulea f. puberula）为毛茛科侧金盏花属侧金盏花下的一个变型。

## 扩展阅读
- 維基物種上的相關：毛蓝侧金盏花